# باول وليامز (مغني)
باول وليامز (بالإنجليزية: Paul Williams)‏ هو مغني أمريكي، ولد في 2 يوليو 1939 في برمنغهام في الولايات المتحدة، وتوفي في 17 أغسطس 1973 في ديترويت في الولايات المتحدة.

## وصلات خارجية
- بول وليامز على موقع ميوزك برينز (الإنجليزية)
- بول وليامز على موقع إن إن دي بي (الإنجليزية)
- بول وليامز على موقع أول ميوزيك (الإنجليزية)
- بول وليامز على موقع ديسكوغز (الإنجليزية)